# Производство на други части и принадлежности за автомобили
Производство на други части и принадлежности за автомобили е подотрасъл на автомобилната промишленост в Статистическата класификация на икономическите дейности за Европейската общност.
Той включва производството на неелектрически компоненти за автомобили като спирачки, седалки, колела, амортисьори, скоростни кутии, врати, въздушни възглавници и много други.
Към 2017 година в България секторът има обем на продажбите от 688 милиона лева и около 6200 заети, като 82% от производството е концентрирано в четири големи предприятия – „Монтюпе“ и „Витте Аутомотив България“ в Русе, „АЛС България“ в Мусачево (Елинпелинско) и „Граммер“ в Трудовец (Ботевградско).